# Sifflez en travaillant
Whistle While You Work
Sifflez en travaillant (Whistle While You Work dans la version originale) est une chanson du film d'animation Blanche-Neige et les Sept Nains sorti en 1937 des studios Disney.
Le titre fut composé par Frank Churchill avec des paroles originales de Larry Morey, adaptées pour la version française par Francis Salabert. La chanson originale fut interprétée par l'actrice Adriana Caselotti et pour la version française par Béatrice Hagen, puis Lucie Dolène et Rachel Pignot.

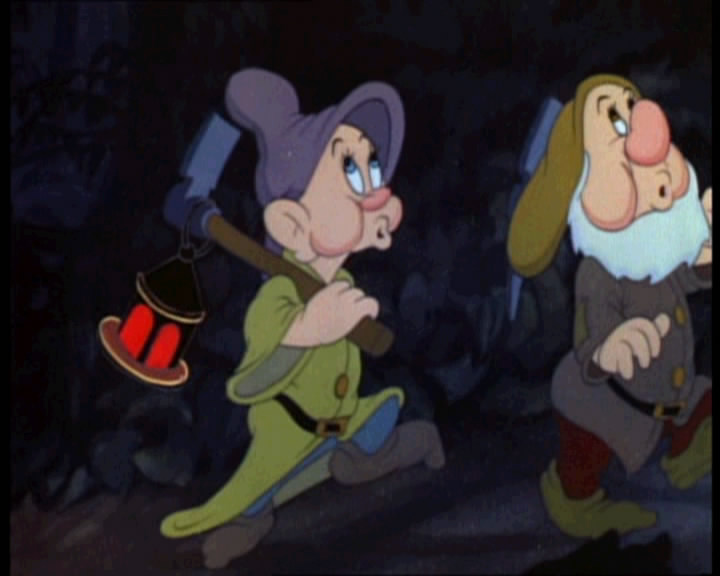
Sifflez en travaillant

## Dans la culture populaire

### Reprise
- La chanson a été enregistrée par Shep Fields et son orchestre avec John Serry (père) pour Bluebird Records en 1937[3].
- Le 4 mars 1938 Ray Ventura et ses Collégiens enregistrent une version jazz avec de nouvelles paroles à laquelle participe Django Reinhardt.
- La chanson a été enregistrée par Lucienne Dugard en 1938, avec la chanson Je Souhaite (face B), contrairement à Élyane Célis qui ne les a pas gravées sur disque.
- La chanson a été reprise par Alvin et les Chipmunks dans leur première album Let's All Sing with The Chipmunks en 1959.
- La chanson a été reprise par Louis Armstrong et enregistrée le 17 mai 1968[4]

### Film et télévision
- La chanson a été utilisée dans le film oscarisé de Frank Capra ; Vous ne l'emporterez pas avec vous (1938)[5].
- Donald et Dingo chantent cette chanson dans le court métrage Colleurs d'affiches (1940).
- Un épisode de la saison 5 des Griffin est intitulé dans la version originale Whistle While Your Wife Works (Sifflez pendant que votre femme travaille).
- Un hommage à cette chanson est fait dans le film Il était une fois lors de la scène où Giselle chante Happy Working Song.
- Dans Gremlins, les monstres protagonistes sont au cinéma et regardent ce passage du film tout en chantant.
- Une référence à cette chanson est faite dans le premier épisode de La Bande à Picsou quand Balthazar Picsou dit à ses employés qu'ils ne doivent pas siffler pendant le travail ("There'll be no whistling while you work!").

### Bande dessinée
- Dans La Fiancée de Lucky Luke, la chanson est chantée par les Dalton (excepté Joe qui boude comme Grincheux dans le film) quand ils travaillent pour leur otage Miss Jenny.